# Physalaemus
Physalaemus es un género de anfibios anuros de la familia Leptodactylidae, conocidos vulgarmente como ranas lloronas.[cita requerida]
Se distribuyen por Sudamérica. El nombre rana llorona deriva de que sus cantos típicos son un miauuuuu, pareciendo el maullido de un gato, tornándose ensordecedor el día de lluvia y en charcas de agua estancada. Las especies del género construyen nidos de espuma flotante, parecidos a la clara de huevo, en cuyo interior depositan los huevos, de los cuales nacerán los renacuajos.

## Especies
Se reconocen las 47 siguientes según ASW:
- Physalaemus aguirrei Bokermann, 1966.
- Physalaemus albifrons (Spix, 1824).
- Physalaemus albonotatus (Steindachner, 1864).
- Physalaemus angrensis Weber, Gonzaga & Carvalho-e-Silva, 2006
- Physalaemus atim[3] Brasileiro & Haddad, 2015
- Physalaemus atlanticus Haddad & Sazima, 2004.
- Physalaemus barrioi Bokermann, 1967.
- Physalaemus biligonigerus (Cope, 1861).
- Physalaemus bokermanni Cardoso & Haddad, 1985.
- Physalaemus caete Pombal & Madureira, 1997.
- Physalaemus camacan Pimenta, Cruz & Silvano, 2005.
- Physalaemus carrizorum Cardozo & Pereyra, 2018[4]
- Physalaemus centralis Bokermann, 1962.
- Physalaemus cicada Bokermann, 1966.
- Physalaemus crombiei Heyer & Wolf, 1989.
- Physalaemus cuqui Lobo, 1993.
- Physalaemus cuvieri Fitzinger, 1826.
- Physalaemus deimaticus Sazima & Caramaschi, 1988.
- Physalaemus ephippifer (Steindachner, 1864).
- Physalaemus erikae Cruz & Pimenta, 2004
- Physalaemus erythros Caramaschi, Feio & Guimarães-Neto, 2003.
- Physalaemus evangelistai Bokermann, 1967.
- Physalaemus feioi Cassini, Cruz & Caramaschi, 2010
- Physalaemus fernandezae (Müller, 1926).
- Physalaemus fischeri (Boulenger, 1890).
- Physalaemus gracilis (Boulenger, 1883).
- Physalaemus henselii (Peters, 1872).
- Physalaemus insperatus Cruz, Cassini & Caramaschi, 2008
- Physalaemus irroratus Cruz, Nascimento & Feio, 2007
- Physalaemus jordanensis Bokermann, 1967.
- Physalaemus kroyeri (Reinhardt & Lütken, 1862).
- Physalaemus lateristriga (Steindachner, 1864)
- Physalaemus lisei Braun et Braun, 1977.
- Physalaemus maculiventris (Lutz, 1925).
- Physalaemus marmoratus (Reinhardt & Lütken, 1862)
- Physalaemus maximus Feio, Pombal & Caramaschi, 1999.
- Physalaemus moreirae (Miranda-Ribeiro, 1937).
- Physalaemus nanus (Boulenger, 1888).
- Physalaemus nattereri (Steindachner, 1863)
- Physalaemus obtectus Bokermann, 1966.
- Physalaemus olfersii (Lichtenstein & Martens, 1856).
- Physalaemus orophilus Cassini, Cruz & Caramaschi, 2010
- Physalaemus riograndensis Milstead, 1960.
- Physalaemus rupestris Caramaschi, Carcerelli & Feio, 1991.
- Physalaemus santafecinus Barrio, 1965.
- Physalaemus signifer (Girard, 1853).
- Physalaemus soaresi Izecksohn, 1965.
- Physalaemus spiniger (Miranda-Ribeiro, 1926).